# John Porteous
 (février 2019).
Si vous disposez d'ouvrages ou d'articles de référence ou si vous connaissez des sites web de qualité traitant du thème abordé ici, merci de compléter l'article en donnant les références utiles à sa vérifiabilité et en les liant à la section « Notes et références ».
Le capitaine John Porteous (vers 1695-1736) est un militaire écossais, le capitaine de la Garde de la Cité d'Édimbourg.

## Jeunesse
John Porteous naît au Glen, Quair Water, près de Traquair (en), sur la frontière écossaise. Fils de Stephen Porteous, un tailleur de Canongate, à Édimbourg, on connaît peu de chose de sa jeunesse, hormis qu'il n'a pas suivi la voie de son père. Ayant servi dans le régiment hollandais des Écossais dans les Flandres en 1716, il devient maître d'exercice dans les troupes d'Édimbourg en prévision de la révolte Jacobite et, deux ans après, enseigne de la Garde de la Cité, avant d'être promu, en 1726, au rang de capitaine. Porteous semble avoir été un officier dominateur, méprisé par la foule et les classes défavorisées de la société d'Édimbourg.

## L'émeute

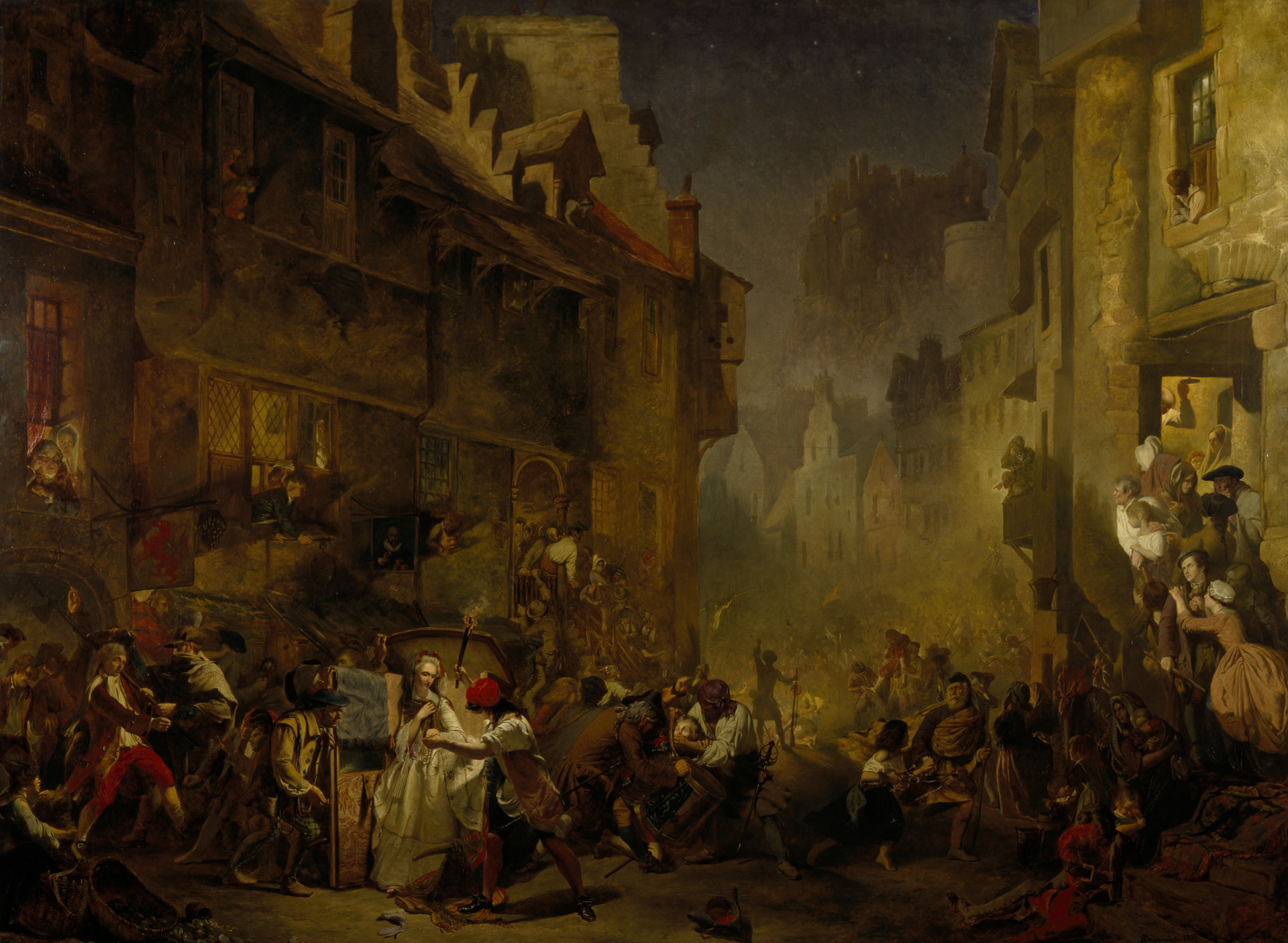
L'émeute: The Porteous Mob (1855) de James Drummond, Paintings of crowds, Scottish paintings in the Scottish National Gallery

Le 14 avril 1736, trois hommes convaincus de contrebande, Andrew Wilson, William Hall et George Robertson, sont arrêtés, jugés et condamnés à mort. La sentence contre Hall est commuée en déportation à vie, tandis que Wilson et Robertson attendent leur destin fatal. Peu de jours avant l'exécution, George Robertson tente de s'échapper en écartant les barreaux de sa cellule et, avec l'aide de sympathisants, parvient finalement à passer en Hollande. 
Le condamné restant, Andrew Wilson est pris pour être exécuté publiquement à Grassmarket, à Édimbourg, le 14 avril 1736. Le corps de Wilson est emmené contre la volonté de la foule, et il s'ensuit une telle émeute que le bourreau doit être placé sous la protection de la troupe. La situation empirant, par crainte d'une tentative pour sauver les victimes, le Lord prévôt d'Édimbourg ordonne au capitaine Porteous de mobiliser la totalité de la garde et de fournir aux hommes de la poudre et des balles. 
Après l'exécution, la foule devient violente et commence à lancer des pierres sur la Garde de la Cité. Les événements tournent à la confusion, mais ce qui est certain, c'est que le capitaine Porteous donne l'ordre à ses hommes de faire feu au-dessus des têtes de la foule mais, ce faisant, en tirant, ils blessent des personnes aux fenêtres des étages supérieurs des bâtiments en face. La foule devient de plus en plus déchaînée et, la panique prenant le dessus, le capitaine Porteous commande à la garde de tirer dans la foule, tuant ainsi six personnes en tout.

## Le procès et l'appel
Porteous est arrêté la même après-midi et accusé de meurtre. Il est jugé par la Haute Cour de Justice le 5 juillet 1736, où une majorité de témoins affirment que Porteous a personnellement tiré sur la foule le 14 avril, bien que seize autres assurent le contraire. 
La ville d'Édimbourg est en ébullition, et le jury déclare à l'unanimité Porteous coupable de meurtre. Il est condamné à mort, l'exécution doit avoir lieu à Grassmarket le 8 septembre 1736. Porteous est emprisonné au Tolbooth, près de l'église St Gilles. 
Les événements en Écosse alarment le gouvernement à Londres, et Sir Robert Walpole tente d'influencer les événements en demandant à son représentant à Édimbourg d'intervenir. Mais il a mal calculé, sous-estimant la profondeur du ressentiment en Écosse. Un appel formé est demandé, et l'exécution est différée. 

## Mort
Cependant, le ressentiment public devant un possible sursis est tel qu'un plan pour assassiner le capitaine Porteous est monté. Devant la menace, les autorités décident de renforcer la garde à la prison Tolbooth. Cependant, dans la soirée qui précède les événements, une foule importante de 4 000 personnes se masse à Portsburgh, à l'ouest de la ville.
Allant de Grassmarket à Cowgate, et montant à High Street, la foule converge vers Tolbooth, où elle est finalement en mesure de submerger les gardes. Porteous est traîné hors de sa cellule et conduit à Lawnmarket vers West Bow et Grassmarket, où il est pendu à l'enseigne d'un teinturier, avec une corde prise dans le magasin d'un drapier.
Après un moment, il est descendu et dépouillé de sa chemise de nuit et de sa chemise, qui sont enroulées autour de sa tête avant qu'il ne soit remonté. Cependant, la foule ne lui a pas attaché les mains et, comme il lutte, certains lui cassent les bras et les épaules, tandis que d'autres tentent d'attacher ses pieds nus. Il est à nouveau descendu et cruellement battu, avant d'être remonté, et meurt peu de temps après, juste avant minuit, le 7 septembre 1736. Il est enterré à Greyfriars kirkyard, cimetière d'Édimbourg, le jour suivant.

## Suites
Les événements d'Édimbourg ont accru l'alarme à Londres, où le gouvernement s'inquiète des menaces sur la direction de l'Écosse. Walpole, la reine Caroline et le duc de Newcastle pensent que Porteous a été inutilement sacrifié, et, des rumeurs affirment même que les magistrats de la ville ont participé à la conspiration. 
Plusieurs propositions de l'Opposition visant à dissoudre la Garde de la Cité et à destituer le Lord prévôt sont avancées et font l'objet d'un important débat - les membres écossais du Parlement et le gouvernement s'y opposant fortement pour des raisons constitutionnelles et rien n'est fait. 
On a émis l'idée que le meurtre de Porteous avait été le fait d'amis des hommes exécutés, une revanche des contrebandiers, un complot jacobite ou encore une conspiration de Presbytériens extrémistes. Quoi qu'il en soit, l'organisation des événements semble indiquer une planification, considérée comme le travail de James Maxwell, un journalier charpentier d'Édimbourg, ainsi qu'un petit groupe de marchands et de compagnons de la ville. 
Cependant, malgré une récompense de 200 livres offerte par le gouvernement en échange d'informations, les responsables du meurtre de Porteous n'ont jamais été traduits devant la justice. 
Les événements entourant l'émeute Porteous forment une partie des premiers chapitres du roman Le Cœur du Midlothian de Sir Walter Scott (1818), où ils sont rapportés dans un tableau vivant.

## Porteous et le golf
John Porteous a été l'un des premiers représentants du jeu de golf. Il est rapporté qu'en 1724, 'Un match solennel de golf' entre Alexander Elphinstone et John Porteous est le premier match qui ait fait l'objet d'un article dans la presse. On a dit que les deux joueurs faisaient montre d'un grand talent et que l'intérêt du match était tel qu'il aurait maintenu l'attention de James, duc d'Hamilton et George, comte de Morton, ainsi que d'une foule de spectateurs.

## Conclusion
La tombe de John Porteous à Greyfriars kirkyard a été pendant deux siècles marquée par une petite pierre carrée avec la seule lettre « P » et la date « 1736 ». Par la suite, elle a été remplacée par une pierre tombale, avec l'inscription suivante « John Porteous, un capitaine de la Garde de la Cité d'Édimbourg, assassiné le 7 septembre 1736. Toute la Passion dépensée, 1973 » sur une pierre de Craigleith. 
L'endroit où Porteous est mort est aujourd'hui marqué par une plaque commémorative à Grassmarket. Le site de l'infâme prison de Tolbooth est marqué par des pierres pavées arrangées en forme de cœur, « Le Cœur du Midlothian ». Les guides touristiques assurent qu'aujourd'hui encore, les passants cracheraient sur la place, une tradition qui devait permettre à l'origine de montrer leur mépris pour cette prison détestée.